# 境港 (港湾)
境港（さかいこう）は、山陰地方のほぼ中央、弓ヶ浜半島の先端（鳥取県境港市）とその対岸に位置する島根半島（島根県松江市）に挟まれた境水道周辺に位置する港湾（港域は美保湾から中海北部に及ぶ）。港則法上の特定港、港湾法上の重要港湾である。
港湾区域が日本全国で唯一、2つの県にまたがっており、1958年（昭和33年）年に鳥取県と島根県の協定で境港管理組合が発足し港湾管理者となっている。境港第一区の南側に漁港法上の境漁港が位置しているが、境港の港湾区域からは除外されている（港湾管理者も境漁港は鳥取県であり異なる）。
なお、境港市は市の名称がさかいみなとであるため、港の名称もこのように呼ばれることがあるが、港の公的な呼称はさかいこうである。

## 概要
美保湾の北西部に位置しており、境水道の南側が鳥取県、北側が島根県であるため両県の協定による境港管理組合が港湾を管理している。境港管理組合は地方自治法第284条第1項に基づく一部事務組合（特別地方公共団体）で、一部事務組合が管理する港湾は全国に6港あるが、都道府県のみで組織されている事務組合は境港管理組合のみである。 
港内（港則法による港域）は美保湾に面した港口から中海北部まで及んでおり、美保湾側から第二区、第一区、第三区の順に3区に分かれている。第一区の南側中央部に境漁港があるが、境港の港湾法による港湾区域からは除外されている（境漁港は鳥取県が管理者となっている）。また、その他港域内に渡漁港及び馬渡漁港がある。
港一帯は2013年（平成25年）6月27日にみなとオアシスの登録をしており、夢みなとタワー、みなとさかい交流館の2施設を代表施設とするみなとオアシス境港として観光拠点ともなっている。また、2023年（令和5年）10月25日に港運関連3社と境港管理組合との間で「災害時における海上輸送応援等に関する協定」を締結した。

## 歴史
- 1804年（文化元年） - 鳥取藩が御廻米役所を設置[4]。
- 1861年（文久元年） - 鳥取藩が御手船役所を設置[4]。
- 1878年（明治11年） - 日本郵船と三菱汽船の定期航路寄港開始[4]。
- 1899年（明治32年） - 開港に指定[4]。
- 1947年（昭和22年） - 昭和天皇の戦後巡幸。鳥取水産業会境出張所において、関係者らが港の概況を奏上[10]。
- 1951年（昭和26年） - 重要港湾に指定[4]。
- 1958年（昭和33年） - 鳥取県と島根県の協定により境港管理組合設立[4]。
- 2021年（令和3年） - 公共マリーナ「海の駅」登録[4]。

## 航路

### コンテナ航路
- 中国定期航路（運航会社：神原汽船）
- 韓国定期航路（運航会社：高麗海運、興亜海運）

### 国内フェリー
- 隠岐諸島定期航路 （運航会社：隠岐汽船）
  - 島後島・西郷港（隠岐の島町）
  - 島前西ノ島・別府港（西ノ島町）
  - 島前中ノ島・菱浦港（海士町）
  - 島前知夫里島・来居港（知夫村）

### 国際フェリー
- トゥウォン商船（境夢みなとターミナル／場合によっては境港国際旅客ターミナル -  韓国・東海港）

境港（境水道）周辺の空中写真。2009年6月26日撮影の25枚を合成作成。
。

## 過去の航路

### 国際フェリー
- DBSクルーズフェリー（境港国際旅客ターミナル -  韓国・東海港 -  ロシア・ウラジオストク港）

## 近隣港湾
- 舞鶴港
- 浜田港
- 七類港 - 境港と同様ここからも隠岐諸島への定期船が運行されている。

## アクセス
- 西日本旅客鉄道（JR西日本）境線 境港駅に隣接